# Carex rariflora
Espèce
Statut de conservation UICN

LC : Préoccupation mineure
Carex rariflora, le Carex rariflore,, est une espèce de plantes à fleurs de la famille des Cyperaceae. Sa distribution est attestée au Groenland, au Canada, dans l'archipel français de Saint-Pierre-et-Miquelon, aux États-Unis et dans les régions subarctiques eurasiennes.

## Description
La tige mesure entre 5 et 35 cm de haut. Sa base est enveloppée de vestiges d'anciennes feuilles.
Les limbes de ses feuilles mesurent entre 1 et 2,5 mm de large.
Les bractées proximales, plus petites que les inflorescences, s'étendent sur une longueur variant entre 5 et 20 mm. Les épis latéraux, chacun muni de 2 à 10 perigynia (en), mesurent entre 0,6 et 1,5 cm de long pour une largeur variant entre 0,35 et 0,5 cm. Les épis terminaux s'étendent, quant à eux, sur une longueur comprise entre 0,6 et 2 cm pour une largeur variant de 0,1 à 0,25 cm. Les étamines, aux formes oblancéolées à obovales, mesurent de 3,2 à 4,8 mm de long sur 1,5 à 2 mm de large. Les anthères font entre 2 et 2,5 mm.

## Aire de répartition et habitat
Dans l'archipel de Saint-Pierre-et-Miquelon, la carex rariflore trouve son habitat au sein de milieux à caractère acide, humide et rocheux. Dans l'archipel français, l'espèce est principalement attestée sur les zones littorales.

## Liste des taxons de rang inférieur
Liste des variétés selon GBIF (5 mai 2021) :
- Carex rariflora var. androgyna A.E. Porsild
- Carex rariflora var. rariflora

## Systématique
L'espèce a débord été considérée comme une variété de Carex limosa sous le basionyme Carex limosa var. rariflora par le botaniste suédois Göran Wahlenberg en 1803. Elle est élevée au rang d'espèce en 1813 par le britannique James Edward Smith, sous le nom correct Carex rariflora,.
Carex rariflora a pour synonymes :
- Carex limosa var. rariflora Wahlenb., 1803[1],[8]
- Carex rariflora var. androgyna A.E.Porsild, 1943[8]
- Carex rariflora (Wahlenb.) Sm. var. rariflora[8]
- Carex rariflora f. rariflora[1]
- Carex stygia T.Holm[1]
- Trasus rariflorus (Wahlenb.) Gray[1]